# Bible d'Ostrog

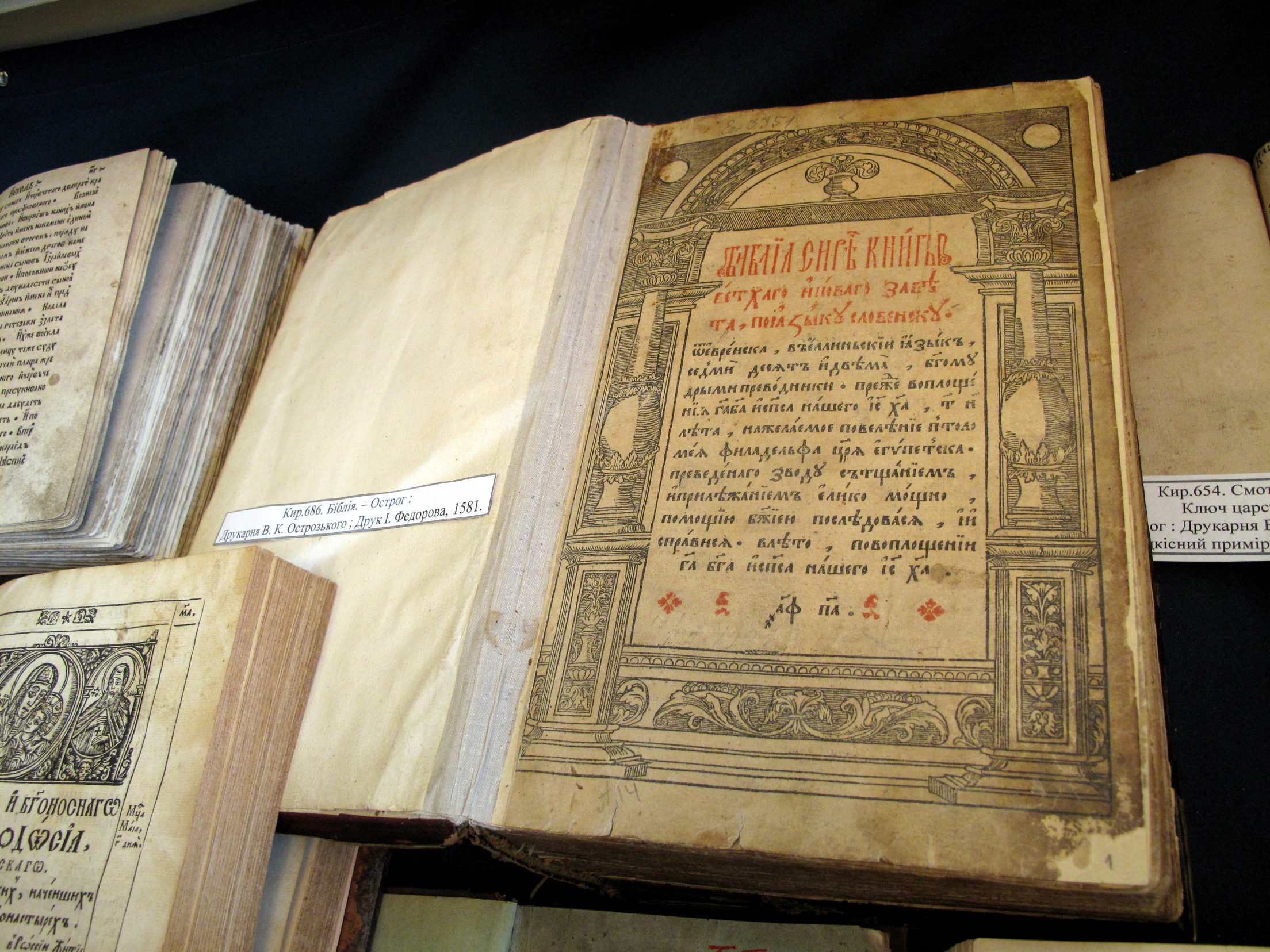
Bible d'Ostrog a Bibliothèque nationale Vernadsky d'Ukraine

La Bible d'Ostrog (Ostrojskaja Biblia) est une traduction en slavon de la Bible réalisée au XVIe siècle.

## Contexte
Cette Bible est conçue dans un but polémique contre la « fausse foi d’Arius » et tous les troubles religieux du XVIe siècle qui touchent les territoires actuels d'Ukraine et de Russie : influence de la Réforme, prosélytisme des sectes protestantes depuis la Pologne et la Bohême, Contre-Réforme catholique sensible dans l’uniatisme.
Traduire la Bible revient à utiliser les méthodes protestantes, puisque les Bibles traduites dans les territoires actuels d'Ukraine et de Russie provenaient majoritairement des milieux protestants. La plupart des Bibles étaient traduites des langues des pays réformés avec une intention apologétique évidente dans les commentaires. Ainsi Skorina avait traduit la Bible hussite de 1509 à l’aide des Postillae de Nicolas de Lyre. La Bible du Socinien Basile Tiapinsky (1580) est traduite du polonais à partir de la Bible de Simon Boundy. Le Nouveau Testament de Valentin Negalevski (1581) l’est à partir de la Bible polonaise de Czechowicz.
Le prince Constantine Basile Ostrogski tente de réunir à Ostrog un collège gréco-slave, pour contrebalancer le collège uniate Saint-Athanase (créé en 1576 à Rome). S’il ne réussit pas à former une véritable académie, il réunit de nombreux érudits qui, à partir de manuscrits grecs, latins et slavons, constitueront une Bible. Parmi ces érudits, Guérasim Smotritski, Ivan Fedorov (qui introduisit l’imprimerie dans la principauté de Moscou et dans la république des Deux Nations), le père Vassili Souratski (auteur d’Une seule foi) ou encore Jean Liatos, mathématicien et astronome.
La version finale de 1580 est inspirée de la Bible en slavon de Gennade de Novgorod, comparée aux autres textes slavons, puis à la Bible grecque (des éditions imprimées d’Aldinski ou Komplioutenski). La nouveauté de cette version est son attachement à la lettre grecque ; la Vulgate n’est plus un texte premier, comme dans la Bible de Gennade, mais un document de travail.

## Éditions
La Bible d’Ostrog fut publiée le 12 juillet 1580, avant une seconde version le 12 août 1581 corrigée et différant dans son ornementation. Elle contient 1 256 pages. Sa dimension monumentale est conjuguée à la parfaite maîtrise technique typographique. 
Il reste à l’heure actuelle 300 copies de la Bible.
En 1663, la Bible fut rééditée sous la supervision du patriarche Nikon.

## Informations externes
- Georges Florovsky, Les Voies de la théologie russe, Paris, 1937Traduction et notes de J. C. Roberti, Paris, Desclée de Brouwer, 1991

### Sources
1. 1 2  Florovsky 1937, p. 58
2. ↑  Florovsky 1937, p. 59